# Hyolitha
Hyolitha eram animais dotados de concha com formato de cone que viveram na era Paleozoica. São lofóforos, um grupo que inclui os braquiópodes.

## Morfologia
A concha tem, em geral, quatro centímetros de comprimento, de formato triangular ou elíptico. Algumas espécies possuem estrias ou anéis. Possui duas partes: uma concha cônica e um opérculo, feitos de carbonato de cálcio.
Acreditava-se que elas eram parentes das lulas, polvos e outros moluscos. Estudos recentes o reclassificaram como sendo da família dos braquiópodes.